# Драгољи (Горажде)
Драгољи је насељено мјесто у граду Горажду, Босна и Херцеговина.

## Становништво
|         | 2013.      | 1991.        | 1981.        | 1971.        |
| Укупно  | 0 (0,000%) | 37 (100,0%)  | 55 (100,0%)  | 74 (100,0%)  |
| Бошњаци | –          | 37 (100,0%)1 | 55 (100,0%)1 | 74 (100,0%)1 |

1. 1 На пописима од 1971. до 1991. Бошњаци су пописивани углавном као Муслимани.